# إيف لاروك
إيف لاروك شيمناد  (من مواليد 1977) هو الدى جى والمطرب السويسري الجنسية الذي أتى من الجزء السويسرى المتحدث باللغة الفرنسية في نوشاتيليه. وهو عضو في فريق جميع النجوم الأفريقية.
وكانت اغنيته «انهض» (Rise Up) محل ارتيادا للنوادي العامة في جميع أنحاء أوروبا، واحتلت المركز الثالث عشر من أغانى المملكة المتحدة على مدار أسبوع منذ يوم الأحد 19 أغسطس 2007.

## [2]أعماله

### الأعمال الفردية
- 2004 «ايكا».
- 2004 "ذوكى "(ارفع ساقك عاليا)" (بتميز من رولاند ريتشاردز).
- 2005 «التنين الأحمر».
- 2006 «فقدان مسار الوقت» (جى دى ديفيس وإيف لاروك).
- 2006 «شيء على رأسك» (ضد أطفال المراقص).
- 2007 "انهض " (لاهل جبع).
- 2008 «بجانبك» (لاهل جبع).
- 2008 «قل نعم» (لاهل جبع).
- 2009 «اسمع الصوت داخلك» (مع ستيف ادواردز).

### الالبومات
- 2005 «جيش إيف لاروك الشعبي».
- 2008 «الجيش الشعبي صيف 2008».

### ريميكس
- 2002 الروك الأسود -هيا إلى الجنون (ريمكيس إيف لاروك).
- 2005 وصف فاخر-الجنس في ساكس (ريميكس إيف لاروك مع يان).
- 2005 إيف تشامند - ليلة فيبى (ريميكس إيف لاروك وودوفيك بى)
- 2006 رجال اشداء ضد كيم وايلد—أطفال ليلة الجمعة (ريميكس إيف لاروك).
- 2006 لحن الاخوة—سيرينتا (ريميكس إيف لاروك مع يان).
- 2008 مطاردو الشمس -الشيء الحقيقي (ريميكس إيف لاروك).
- 2008 جي دى ديفيس—عامل الإثارة (كأس العالم 2008) (ريميكس لقب ايف لاروك).
- 2009 الحروب الصليبية مع تيري بى -أمة واحدة (ريميكس إيف لاروك).
- 2009 ضاحية ديلوكس—مصورو الفضائح (نادي تصوير ايف لاروك).

## وصلات خارجية
- إيف لاروك على موقع ميوزك برينز (الإنجليزية)
- إيف لاروك على موقع أول ميوزيك (الإنجليزية)
- إيف لاروك على موقع ديسكوغز (الإنجليزية)
- إيف لاروك على موقع ديسكوغز (الإنجليزية)

- الموقع الرسمي للفنان.
- ماى سبيس.
- وزارة تسجيل الصوتيات .